# British Open
British Open – profesjonalny turniej snookerowy rozgrywany w Anglii w latach 1980–2004, wznowiony po latach w 2021 roku. Od 1985 roku jest turniejem rankingowym.

## Zwycięzcy
| Rok                                          | Zwycięzca                        | Przeciwnik                       | Wynik                            | Sezon                            |
| British Gold Cup (nierankingowy)             | British Gold Cup (nierankingowy) | British Gold Cup (nierankingowy) | British Gold Cup (nierankingowy) | British Gold Cup (nierankingowy) |
| -------------------------------------------- | -------------------------------- | -------------------------------- | -------------------------------- | -------------------------------- |
| 1980                                         | Alex Higgins                     | Ray Reardon                      | 5 – 1                            | 1979/80                          |
| Yamaha Organs Trophy (nierankingowy)         |                                  |                                  |                                  |                                  |
| 1981                                         | Steve Davis                      | David Taylor                     | 9 – 6                            | 1980/81                          |
| Yamaha International Masters (nierankingowy) |                                  |                                  |                                  |                                  |
| 1982                                         | Steve Davis                      | Terry Griffiths                  | 9 – 7                            | 1981/82                          |
| 1983                                         | Ray Reardon                      | Jimmy White                      | 9 – 6                            | 1982/83                          |
| 1984                                         | Steve Davis                      | Dave Martin                      | [ a ] [ 3 ]                      | 1983/84                          |
| British Open (rankingowy)                    |                                  |                                  |                                  |                                  |
| 1985                                         | Silvino Francisco                | Kirk Stevens                     | 12 – 9                           | 1984/85                          |
| 1986                                         | Steve Davis                      | Willie Thorne                    | 12 – 7                           | 1985/86                          |
| 1987                                         | Jimmy White                      | Neal Foulds                      | 13 – 9                           | 1986/87                          |
| 1988                                         | Stephen Hendry                   | Mike Hallett                     | 13 – 2                           | 1987/88                          |
| 1989                                         | Tony Meo                         | Dean Reynolds                    | 13 – 6                           | 1988/89                          |
| 1990                                         | Bob Chaperon                     | Alex Higgins                     | 10 – 8                           | 1989/90                          |
| 1991                                         | Stephen Hendry                   | Gary Wilkinson                   | 10 – 9                           | 1990/91                          |
| 1992                                         | Jimmy White                      | James Wattana                    | 10 – 7                           | 1991/92                          |
| 1993                                         | Steve Davis                      | James Wattana                    | 10 – 2                           | 1992/93                          |
| 1994                                         | Ronnie O’Sullivan                | James Wattana                    | 9 – 4                            | 1993/94                          |
| 1995                                         | John Higgins                     | Ronnie O’Sullivan                | 9 – 6                            | 1994/95                          |
| 1996                                         | Nigel Bond                       | John Higgins                     | 9 – 8                            | 1995/96                          |
| 1997                                         | Mark Williams                    | Stephen Hendry                   | 9 – 2                            | 1996/97                          |
| 1998                                         | John Higgins                     | Stephen Hendry                   | 9 – 8                            | 1997/98                          |
| 1999                                         | Fergal O’Brien                   | Anthony Hamilton                 | 9 – 7                            | 1998/99                          |
| 1999                                         | Stephen Hendry                   | Peter Ebdon                      | 9 – 5                            | 1999/00                          |
| 2000                                         | Peter Ebdon                      | Jimmy White                      | 9 – 6                            | 2000/01                          |
| 2001                                         | John Higgins                     | Graeme Dott                      | 9 – 6                            | 2001/02                          |
| 2002                                         | Paul Hunter                      | Ian McCulloch                    | 9 – 4                            | 2002/03                          |
| 2003                                         | Stephen Hendry                   | Ronnie O’Sullivan                | 9 – 6                            | 2003/04                          |
| 2004                                         | John Higgins                     | Stephen Maguire                  | 9 – 6                            | 2004/05                          |
| British Open (odnowiony, rankingowy)         |                                  |                                  |                                  |                                  |
| 2021                                         | Mark Williams                    | Gary Wilson                      | 6 – 4                            | 2021/22                          |
| 2022                                         | Ryan Day                         | Mark Allen                       | 10 – 7                           | 2022/23                          |
| 2023                                         | Mark Williams                    | Mark Selby                       | 10 – 7                           | 2023/24                          |
| 2024                                         | Mark Selby                       | John Higgins                     | 10 – 5                           | 2024/25                          |